# Arxiu Comarcal de l'Alt Empordà
L'Arxiu Comarcal de l'Alt Empordà (ACAE) forma part de la Xarxa d'Arxius Comarcals de la Generalitat de Catalunya, està ubicat a la ciutat de Figueres. El seu principal objectiu és la conservació, la protecció i la difusió del patrimoni documental, tant públic com privat, de l'Alt Empordà. El Consell Comarcal de l'Alt Empordà en té delegada la gestió des de la seva creació l'any 1984. En data 31 de desembre de 2012 l'Arxiu custodiava 1.608 metres lineals de documentació, que van des del segle xi fins a l'actualitat.

## Història[calcitació]
L'Arxiu Comarcal de l'Alt Empordà va ser creat el 31 de gener de 1984, per mitjà d'un conveni signat entre el Departament de Cultura de la Generalitat de Catalunya i l'Ajuntament de Figueres, el qual col·labora en el seu manteniment. La seva inauguració oficial va tenir lloc el dia 16 de febrer de 1991.
L'ACAE es troba instal·lat a l'antic escorxador municipal -edifici construït l'any 1907 per l'arquitecte modernista Josep Azemar Pont.
Cal destacar-ne els nombrosos fons d'institucions i associacions, els protocols notarials del segle xix, fons judicials i d'algunes empreses i fons patrimonials. Compta també amb una extensa informació del patrimoni documental de la comarca.

## Edifici[calcitació]
L'edifici on es troba instal·lat l'Arxiu Comarcal de l'Alt Empordà va ser inaugurat l'any 1846. Fou la primera construcció que hi va haver en aquesta zona de la ciutat. L'edifici actual va ser projectat per l'arquitecte Josep Azemar Pont (Figueres 1862 - Barcelona 1914), entre els anys 1904 i 1907 i és un dels més destacats del Modernisme català. Aquest nou escorxador, més ampli i modern, es va fer per tal d'abastir la demanda més gran d'una Figueres en creixement. Va funcionar com a tal fins a l'any 1976 i, des de 1991, l'espai alberga la seu de l'Arxiu Comarcal de l'Alt Empordà.

## Finalitat
En l'àmbit territorial de l'Alt Empordà, correspon a l'arxiu comarcal: 
1. Col·laborar amb totes les administracions públiques per aconseguir els objectius de la Llei 10/2001, de 13 de juliol, d'arxius i documents.
2. Coordinar i dirigir els programes específics sobre el patrimoni documental de la comarca i elaborar l'inventari del patrimoni documental, d'acord amb el que estableix l'article 60 de la Llei 9/1993, de 30 de setembre, del patrimoni cultural català.[1]
3. Oferir serveis especialitzats complementaris i de suport als altres arxius de la comarca, especialment serveis d'assistència als arxius municipals dels municipis de fins a deu mil habitants.
4. Ingressar, custodiar i difondre la documentació que estableix la Llei 10/2001, de 13 de juliol, d'arxius i documents.[2]
5. Vetllar pel compliment de la normativa d'arxius.
6. Fomentar l'organització d'activitats de divulgació del patrimoni documental i promoure’n la recerca.

## Fons
Quadre de fons de l'Arxiu Comarcal de l'Alt Empordà.

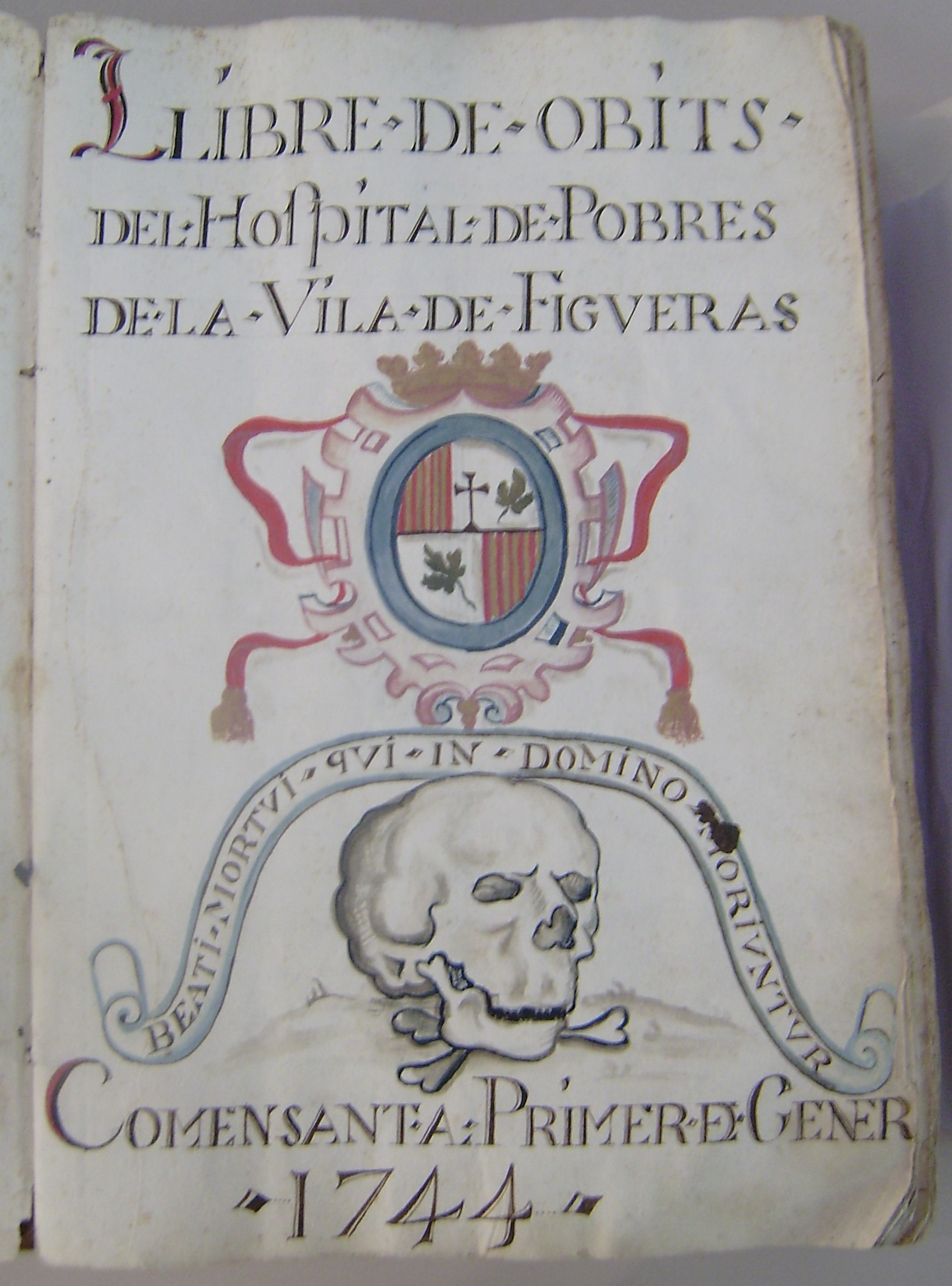
Llibre d'òbits de l'Hospital anterior a la construcció del castell de Sant Ferran

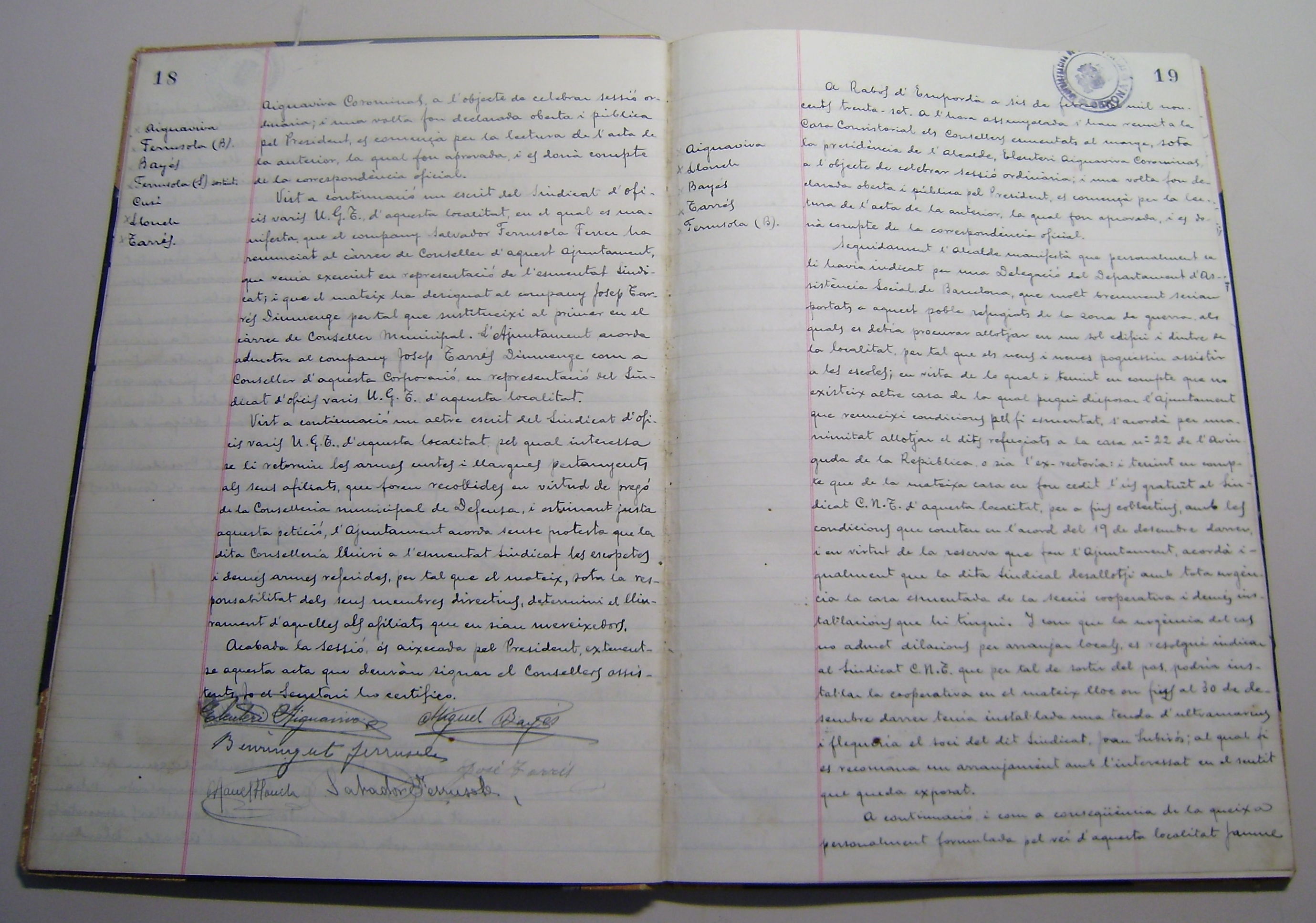
Llibre d'actes de l'Ajuntament de Rabós d'Empordà

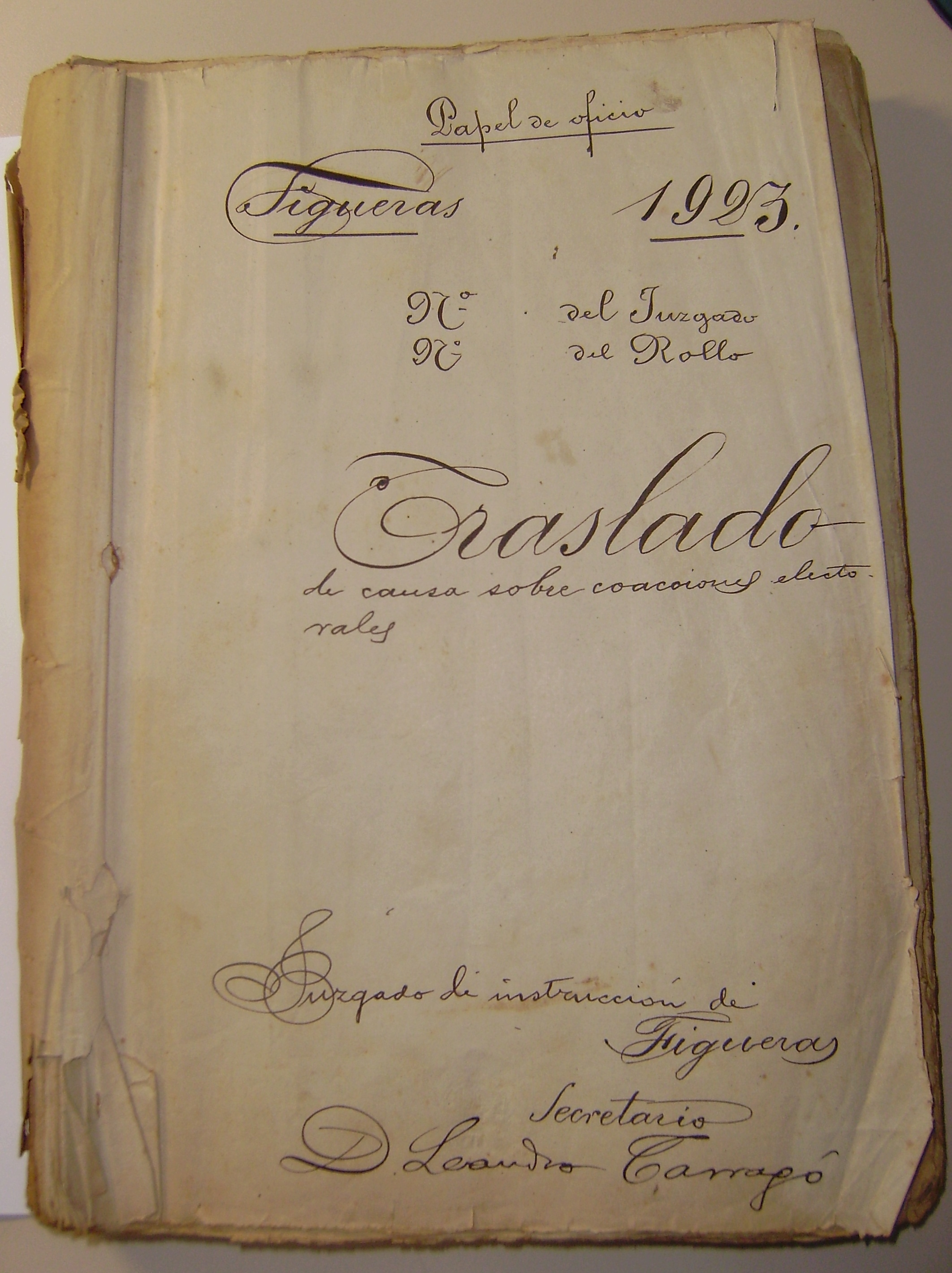
Expedient de trasllat de causa sobre coaccions electorals de les eleccions de Diputats a Corts

Alguns dels fons que custodia són els següents:

### Fons de la Generalitat de Catalunya
- Agricultura, 1959-1999
- Cultura: Arxiu Comarcal de l'Alt Empordà, 1991-2009
- Economia i Finances, 1911-1986

### Fons de l'Administració local
- Consell Comarcal de l'Alt Empordà, 1988-1992
- Ajuntament de Figueres, 1797-1987
- Ajuntament d'Avinyonet de Puigventós, 1723-1989

### Administració reial i senyorial
- Comtat d'Empúries, 1394/1904

### Fons notarials
- Notaria de Figueres, 1800-1909
- Notaria de Borrassà, 1804-1872
- Notaria de Cadaqués, 1828-1885

### Fons judicials
- Jutjat Comarcal de Castelló d'Empúries, 1939-1953
- Jutjat Comarcal de Pont de Molins, 1945-1949
- Jutjat Municipal i Comarcal de Figueres, 1868-1967

### Fons d'institucions
- Cambra Agrària Local d'Agullana i la Vajol, 1942-1994
- Cambra Agrària Local d'Albanyà i Bassegoda, 1944-1994
- Cambra Agrària Local de l'Armentera, 1948-1994

### Fons religiosos
- Parròquia de Sant Pere de Figueres, 1796-1834
- Priorat de Santa Maria de Lladó, 1365-1882

### Fons d'associacions i fundacions
- Agrupacació de donants de sang de Figueres, 1967-1982
- Associació Cultural i Esportiva de Pedret i Marzà, 2001-007
- Associació de Música de Figueres, 1923-1936

### Fons comercials i d'empreses
- Despatx dels procuradors Jou-Viñas de Figueres, 1386-2001
- Despatx d'advocat i procurador Lagresa de Figueres, 1673-1997
- Fàbrica de farina "Sant Salvador" de Figueres, 1912-1968

### Fons patrimonials
- Família Gorgot, de Figueres, 1312-1966
- Família Rovira, de Vilajuïga, 1519-1922
- Família Puig, de Vilaür, 1576-1858

### Fons personals
- Josep Batlle i París, mestre de Maçanet de Cabrenys, 1836-1957
- Jaume Casanovas i Sarquella de Rabós d'Empordà, 1926-1975
- Alexandre Comalat i Vidal, 1841-1913

### Col·leccions
- Biblioteca històrica (1694-2005)
- Col·lecció de cartells (1894-2010)
- Col·lecció d'imatges (1890-2010)

### Arxiu de complement
(Fons dels quals l'Arxiu no té l'original, sinó una còpia digitalitzada)

#### Fons notarials
- Districte notarial de Figueres, 1740-1799

#### Fons d'associacions i fundacions
- Casino Menestral Figuerenc, 1856-1980
- Centre Agrícola i Social de Fortià, 1931-1937
- Societat de Caçadors de l'Alt Empordà, 1931-2001

#### Fons patrimonials
- Família Pagès, d'Arenys d'Empordà, 1317/1994

#### Col·leccions
- Col·lecció de consells de guerra d'afusellats de la comarca, 1939-1945
- Col·lecció de manuscrits i documentació esparsa digital de l'ACAE, 1931-1995

## Instruments de descripció
El lloc web de la Xarxa d'Arxius s'ha potenciat a partir de la unificació de dades, per tal d'oferir la consulta en línia dels instruments de descripció: guies, inventaris i catàlegs. En el web es poden consultar ara les descripcions dels fons municipals de l'Alt Empordà on hi consta que l'ACAE custodia 267 fons documentals.
Es pot accedir a les diferents col·leccions d'imatges digitalitzades i es poden fer consultes per Internet a través del Cercador de fons i documents de l'ACAE i a través del cercador de la Col·lecció Bisetmanari “Hora Nova”. Els llibres de comptes notarials i un centenar de volums més, tan bon punt sigui possible es podran visualitzar a baixa resolució directament. Es duen a terme aproximadament un 20% de consultes en línia.
Com a instruments de descripció de consulta pública també existeix la Guia dels Arxius Històrics de Catalunya, 8, on es pot trobar tota la informació pertinent a l'Arxiu Comarcal de l'Alt Empordà.
Altres instruments elaborats són els quadre de fons i els catàlegs, d'entre els quals trobem Catàleg dels protocols del districte de Figueres (I) i (II).

## Serveis

### Usuaris i serveis tècnics
- L'Arxiu Comarcal de l'Alt Empordà, adreçat al públic en general, disposa d'una sala de consulta amb 12 punts de lectura, una biblioteca (3.150 títols) i una hemeroteca auxiliar (490 encapçalaments), especialitzada en bibliografia comarcal i de referència. Alguns d'aquests documents procedeixen de donacions dels mateixos autors i d'institucions i organismes oficials (Diputació de Girona, ajuntaments, Patronat Eiximenis Arxivat 2012-03-06 a Wayback Machine. entre d'altres).

- L'arxiu compta amb un Servei d'informació i referència (informació sobre el fons de l'ACAE i d'altres arxius), que atén consultes d'usuaris tant presencials com per altres mitjans -destacar les consultes per correu electrònic.

- També disposa d'un servei de reprografia de documents que permet fotocopiar i microfilmar documents i d'un servei de reproduccions fotogràfiques a baixa i a bona resolució.

- L'accés a la documentació és lliure -i segons la normativa d'accés- prèvia identificació de l'usuari, mitjançant el document nacional d'identitat.

- Disposa de servei d'expedició de certificacions.

### Serveis docents
- També organitza visites comentades per a estudiants d'educació primària i secundària, i també per a grups i associacions diverses. Cal concertar la visita amb antelació.

### Serveis de difusió
- Periòdicament organitza cursos de divulgació (cursos, seminaris, conferències, exposicions, jornades o similars) dels seus fons, així com de formació d'usuaris i investigadors. S'hi poden trobar treballs d'investigació i recerca.

- Elabora ressenyes periòdiques de les activitats de l'arxiu a la publicació trimestral "Arxius. Butlletí de la Subdirecció general d'arxius" del Departament de Cultura de la Generalitat de Catalunya. I també participa en la seva difusió en mitjans de comunicació.

- Du a terme publicacions pròpies o coeditades. És el cas de la col·laboració amb l'Institut d'Estudis Empordanesos en publicacions com Els Annals de l'Institut d'Estudis Empordanesos (ISSN 1136-0267), que es publiquen des de l'any 1959 i recullen treballs de recerca inèdits, escrits preferentment en català, en el camp de les humanitats i de les ciències sobre temes relacionats amb l'Empordà.

- L'ACAE també ofereix el servei de préstecs de documents originals per a exhibicions públiques. És el cas de l'exposició organitzada conjuntament per l'Arxiu Comarcal de l'Alt Empordà i l'Arxiu Històric de Girona, inaugurada el 13 de gener de 2006 sobre els efectes de l'onada de fred que va afectar l'Alt Empordà el 1956.[7] Com també ho és el catàleg de l'exposició Sumaríssim.[8]